# Euthochtha galeator
Euthochtha galeator är en insektsart som först beskrevs av Fabricius 1803.  Euthochtha galeator ingår i släktet Euthochtha och familjen bredkantskinnbaggar. Inga underarter finns listade i Catalogue of Life.